# Melitta guichardi
Melitta guichardi är en biart som beskrevs av Michez 2007. Melitta guichardi ingår i släktet blomsterbin, och familjen sommarbin. Inga underarter finns listade i Catalogue of Life.